# Theophil Gaehtgens
Theophil Gaehtgens (* 23. November 1847  in Zarnau, Gouvernement Livland; † 14. April 1919 in Riga) war ein deutschbaltischer Geistlicher und der letzte livländische Generalsuperintendent.

## Leben

### Herkunft und Familie
Sein Vater Karl starb früh; seine Mutter Emilie geb. Bidder, leitete eine Töchterschule in Wenden. 
Gaehtgens war ab 1874 mit Elisabeth Guleke verheiratet; zu seinen Kindern gehören die Schriftstellerin Else Frobenius und der Mediziner Walter Gaehtgens (1880–1958).

### Werdegang
Theophil besuchte die Lehranstalt Birkenruh; dann studierte er von 1865 bis 1869 Theologie an der Kaiserlichen Universität Dorpat. Hier war er Mitglied der Fraternitas Rigensis. Nach dem Examen war er als Hauslehrer tätig, studierte 1871 bis 1872 in Leipzig und absolvierte ein Probejahr in Smilten, wo er auch Pastor-Adjunkt wurde. 1874 übernahm er das Pastorat in Lasdohn, von wo aus er zugleich die lettischen Diaspora-Gemeinden im Gouvernement Witebsk betreute. 
Seit 1882 war er in Riga tätig: Bis 1885 als Oberpastor an der St.-Johannis-Kirche und nebenamtlich als Sekretär der Lettisch-Literärischen Gesellschaft, dann bis 1906 Oberpastor am Dom zu Riga. Von 1885 bis 1890 war er zugleich Superintendent von Riga, von 1893 bis 1906 erster Propst. Ab 1906 war er Generalsuperintendent und Vizepräsident des Livländischen Konsistoriums. 1916 bis 1917 wurde er nach Saratow deportiert, 1917/18 lebte er in Dorpat. Von den Bolschewiki wurde er im Februar 1919 seines Amtes enthoben.